# Polyandrocarpa misakiensis
Polyandrocarpa misakiensis är en sjöpungsart som beskrevs av Takasi Tokioka 1953. Polyandrocarpa misakiensis ingår i släktet Polyandrocarpa och familjen Styelidae. Inga underarter finns listade i Catalogue of Life.